# Hottentottenvilla
De hottentottenvilla (Villa hottentotta) is een vliegensoort uit de familie van de wolzwevers (Bombyliidae). De wetenschappelijke naam van de soort is voor het eerst geldig gepubliceerd in 1758 door Linnaeus.

## Kenmerken
De vliegen bereiken een lichaamslengte van 11 tot 19 millimeter. Zijn lichaam heeft een brede buik, het hoofd is bolvormig en bedekt met geel schubhaar. Het voorhoofd is bedekt met zwart haar, het gezicht steekt niet uit aan de rand van de mond. De snuit is kort en vlezig en van bovenaf niet zichtbaar. Het voorste deel van de thorax is dicht en langharig. De vleugels zijn transparant en hebben geen vlekken. Alleen de rand en de basis zijn licht okergeel getint. De tarsi mist de zelfklevende flappen. Op de voorste randen van tergieten vanaf de tweede naar boven zijn geschubde haren gerangschikt in lichte of gele strepen, duidelijker afgebakend bij het vrouwtje dan bij het mannetje. In het geval van de tweede tot vierde tergieten bedekken deze banden aan de zijkanten hun gehele breedte en bereiken ze bijna hun achterste hoeken. Op de derde tergiet bij het vrouwtje is de breedte van de heldere band vergelijkbaar met die op de vierde tergiet, mogelijk iets kleiner. Er zijn plukjes zwarte haren aan de zijkanten van de vijfde en zesde tergieten van beide geslachten. De poten van het achterste paar hebben schubben aan de dorsale zijde die even lang zijn als de setae die zich daar bevinden.

## Habitat
De soort gedijt goed op zandgronden, zoals heideterreinen, opgespoten zandterreinen. Ook komt hij voor in kalkgraslanden.

## Levenswijze
Dit insect leeft op warme en open plekken, zoals graslanden, bloemrijke weiden en bosranden. De larven zijn parasitoïden van rupsen van vlinders van de Uilenfamilie. Imago's voeden zich met nectar.

## Verspreiding
In Europa is het bekend uit Portugal, Spanje, Ierland, Groot-Brittannië, Frankrijk, België, Duitsland, Zwitserland, Oostenrijk, Italië, Malta, Denemarken, Zweden, Noorwegen, Finland, Estland, Letland, Litouwen, Polen, Tsjechië, Slowakije , Hongarije, Wit-Rusland, Oekraïne, Roemenië, Slovenië, Kroatië, Bosnië en Herzegovina, Servië, Montenegro, Noord-Macedonië, Albanië, Griekenland en het Europese deel van Rusland. In Noord-Afrika leeft het in Marokko en Algerije. In Azië is het bekend uit Turkije, Georgië, Armenië, Azerbeidzjan, Siberië, Oezbekistan, Turkmenistan, Tadzjikistan, Kirgizië, Mongolië en China.

## Verschil met duinvilla
De mannetjes lijken op de duinvilla, maar zijn te herkennen door het bruin patagium, dat zilverwit is bij de duinvilla. Ook zijn de lichte haarpluimpjes aan de zijrand van tergiet 7 bij deze soort geliger dan wit. In Nederland is deze soort nog niet in de duinen aangetroffen, waarmee hij eveneens van de duinvilla verschilt die met name in de duinen voorkomt.
De vrouwtjes lijken op de verborgen villa (Villa  longicornis), maar zijn van de heidevilla te onderscheiden aan de hand van het ontbreken van verdonkering in de vleugels.